# Pachyrukhos
Pachyrukhos — вимерлий рід ссавців від пізнього олігоцену до середнього міоцену Аргентини (формації Collon Curá, Sarmiento та Santa Cruz) та Чилі (формація Río Frías), Південна Америка.

## Опис
Він мав довжину близько 30 сантиметрів і дуже нагадував кроля з коротким хвостом і довгими задніми лапами. Пахірухос, ймовірно, також умів стрибати, і мав кролячий череп із зубами, пристосованими для поїдання горіхів і міцних рослин. Складність його слухового апарату в черепі припускає, що його слух був би дуже добрим, і що він, ймовірно, мав великі вуха. У нього також були великі очі, що свідчить про те, що він міг бути з нічним способом життя. Ці подібності є результатом конвергентної еволюції, оскільки, попри те, що вони зовсім не пов’язані з сучасними кролями, Pachyrukhos заповнив ту саму екологічну нішу.